# Paracenobiopelma
Paracenobiopelma gerecormophilum es una especie de arañas migalomorfas de la familia Barychelidae. Es el único miembro del género monotípico Paracenobiopelma. Se encuentra en Brasil.